# Almegíjar
Almegíjar é um município da Espanha na província de Granada, comunidade autónoma da Andaluzia, de área 30 km² com população de 412 habitantes (2007) e densidade populacional de 13,73 hab./km².

## Demografia
| Variação demográfica do município entre 1991 e 2004 | Variação demográfica do município entre 1991 e 2004 | Variação demográfica do município entre 1991 e 2004 | Variação demográfica do município entre 1991 e 2004 |
| --------------------------------------------------- | --------------------------------------------------- | --------------------------------------------------- | --------------------------------------------------- |
| 1991                                                | 1996                                                | 2001                                                | 2004                                                |
| 460                                                 | 430                                                 | 387                                                 | 445                                                 |